# Крионерион (Аттика)
Крионерион (Крионери, греч. Κρυονέριον ή Κρυονέρι) — малый город в Греции, северный пригород Афин. Расположен к западу от Айос-Стефаноса. Относится к общине (диму) Дионисос в периферийной единице Восточная Аттика в периферии Аттика. Население 5040 человек по переписи 2011 года.